# Parc national de l'Araguaia
Le parc national de l'Araguaia (en portugais : Parque Nacional do Araguaia) est un parc national situé dans l'État de Tocantins, au nord du Brésil, sur l'Araguaia. L'île Bananal, sur laquelle se trouve le parc, est considérée comme la plus grande île fluviale intérieure au monde.

## Histoire
Le parc national de l'Araguaia a été créé le 31 décembre 1959 par le décret fédéral no 45 570. L'île tout entière est une réserve naturelle et culturelle, promulguée le 19 décembre 1973 par l'article 28 du statut de la loi indienne no 6001. Le parc se trouve à l'extrémité nord de l'île et a une superficie de 5 577 km2. Le centre et le sud de l'île sont conservés comme réserve culturelle pour les peuples autochtones et ont une superficie de 13 584 km2.

## Géographie
Le parc fait partie de la grande île fluviale de Bananal, sur la rivière Araguaia, au sud-ouest de l'État de Tocantins, au Brésil. Le parc est en grande partie plat et se situe à une altitude de 200 à 240 m au-dessus du niveau de la mer. Il se trouve à la jonction du biome amazonien au nord et du biome des prairies, savanes et terres au sud ; la rivière est soumise à de grandes fluctuations de niveau et le parc est donc soumis à des inondations périodiques. La flore est constituée d'un mélange de savane, de fourré et de forêts de feuillus. Les précipitations sont plus fréquentes entre novembre et mars et la période la plus chaude de l'année se situe en septembre et octobre. Le parc serait situé dans le projet de corridor écologique des écotones du sud de l'Amazonie.

## Flore
On trouve comme flore des palmiers piassava et des palmiers buriti dans certaines parties du parc fréquemment inondées. Dans les zones forestières, certaines espèces fréquemment rencontrées comprennent l'arbre à vache, des Cabralea, des Tabebuia, Qualea parviflora, le bois de senteur noir et le génipap. Dans la partie de savane plus sèche du parc, on trouve de nombreuses espèces de graminées, avec des arbres épars comme le noyer souari et le pau-d'alho.

## Faune
Il existe un large éventail de mammifères dans le parc, dont le cerf des marais, d'autres espèces de cerf, le Pécari, le Capybara, le Fourmilier géant, le Loup à crinière, le Jaguar, la Loutre géante et le Tatou. Les reptiles présents comprennent l'Anaconda, le Caïman à lunettes, le Caïman noir et la tortue de rivière sud-américaine. Les rivières abritent de nombreux poissons d'eau douce ainsi que des dauphins Boto et Tucuxi. Il y a aussi beaucoup d'oiseaux, y compris le toucan commun, l'Anhinga, le Nandou, la Caille, la perdrix, le Balbuzard pêcheur, l'Ouette de l'Orénoque, le héron, l'aigrette, l'Ara de Spix, l'Hoatzin huppé et le Troglodyte arada.

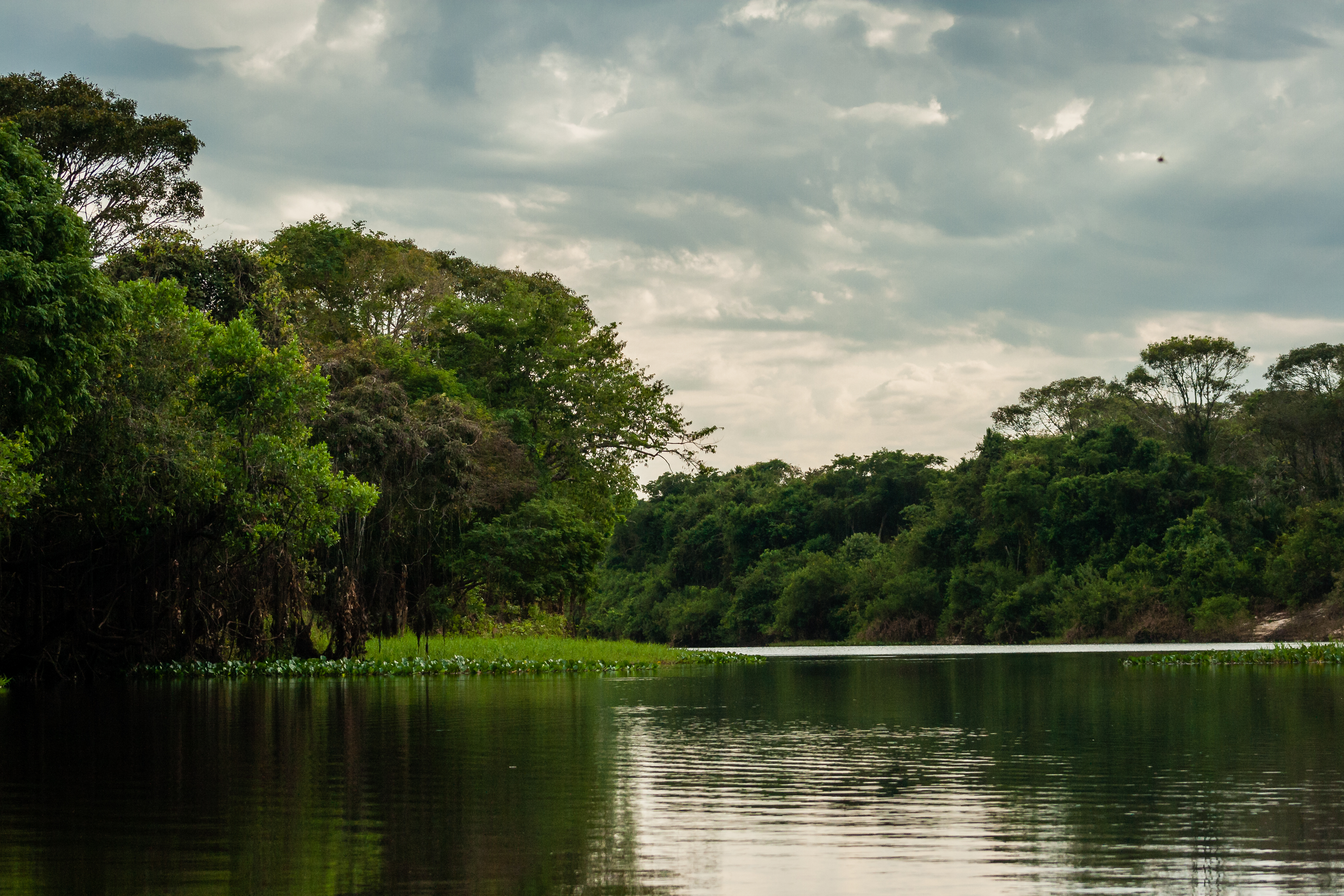
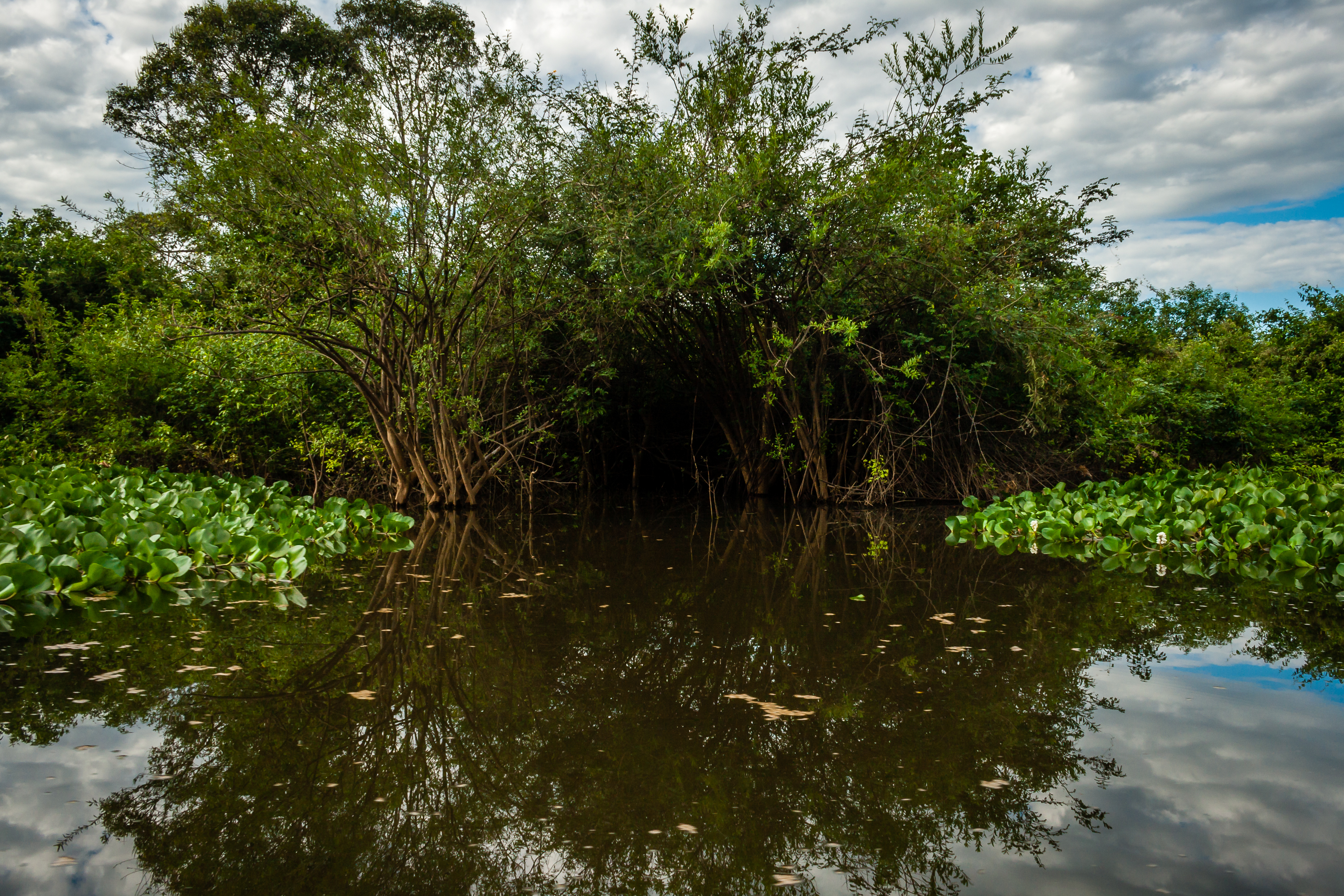
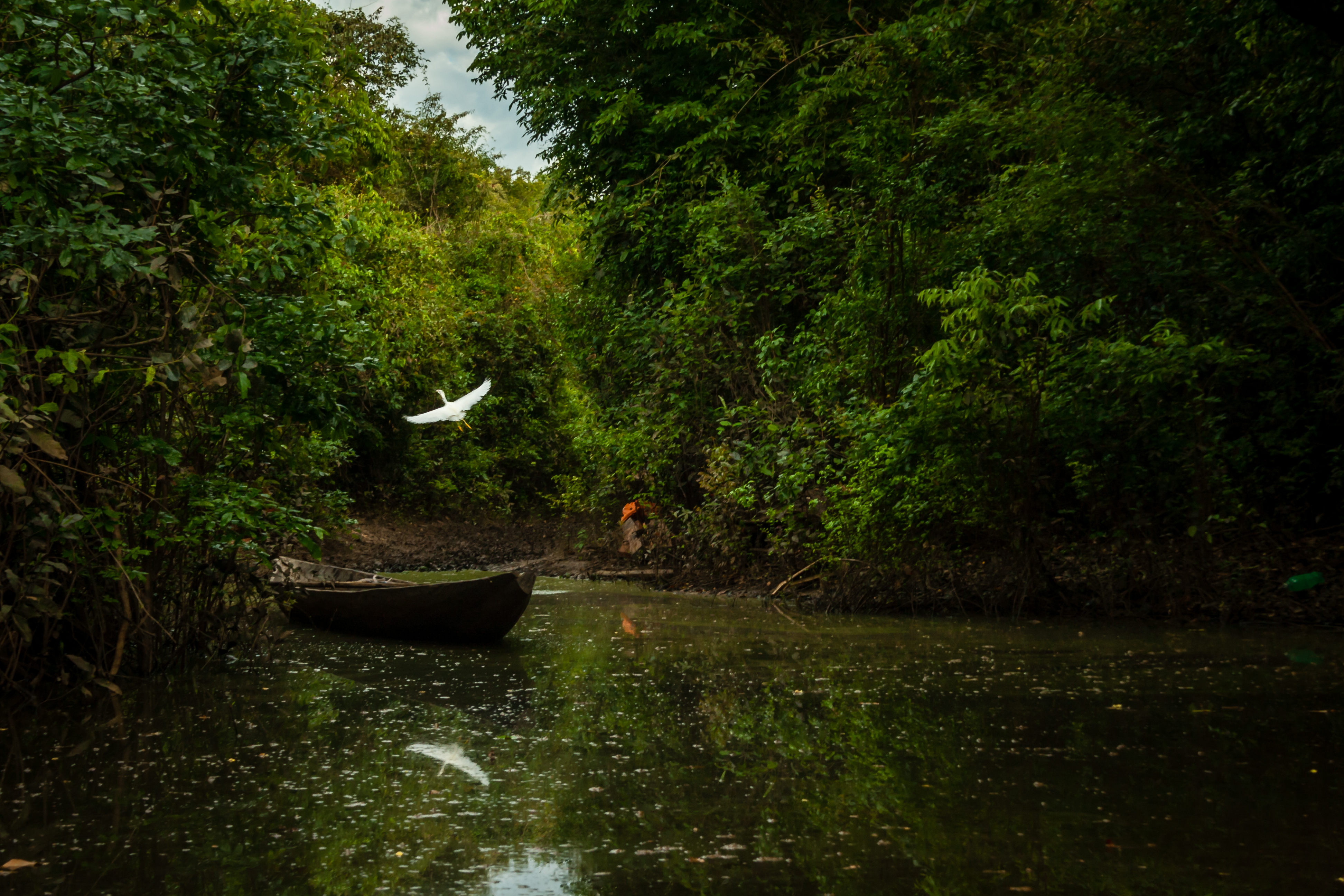
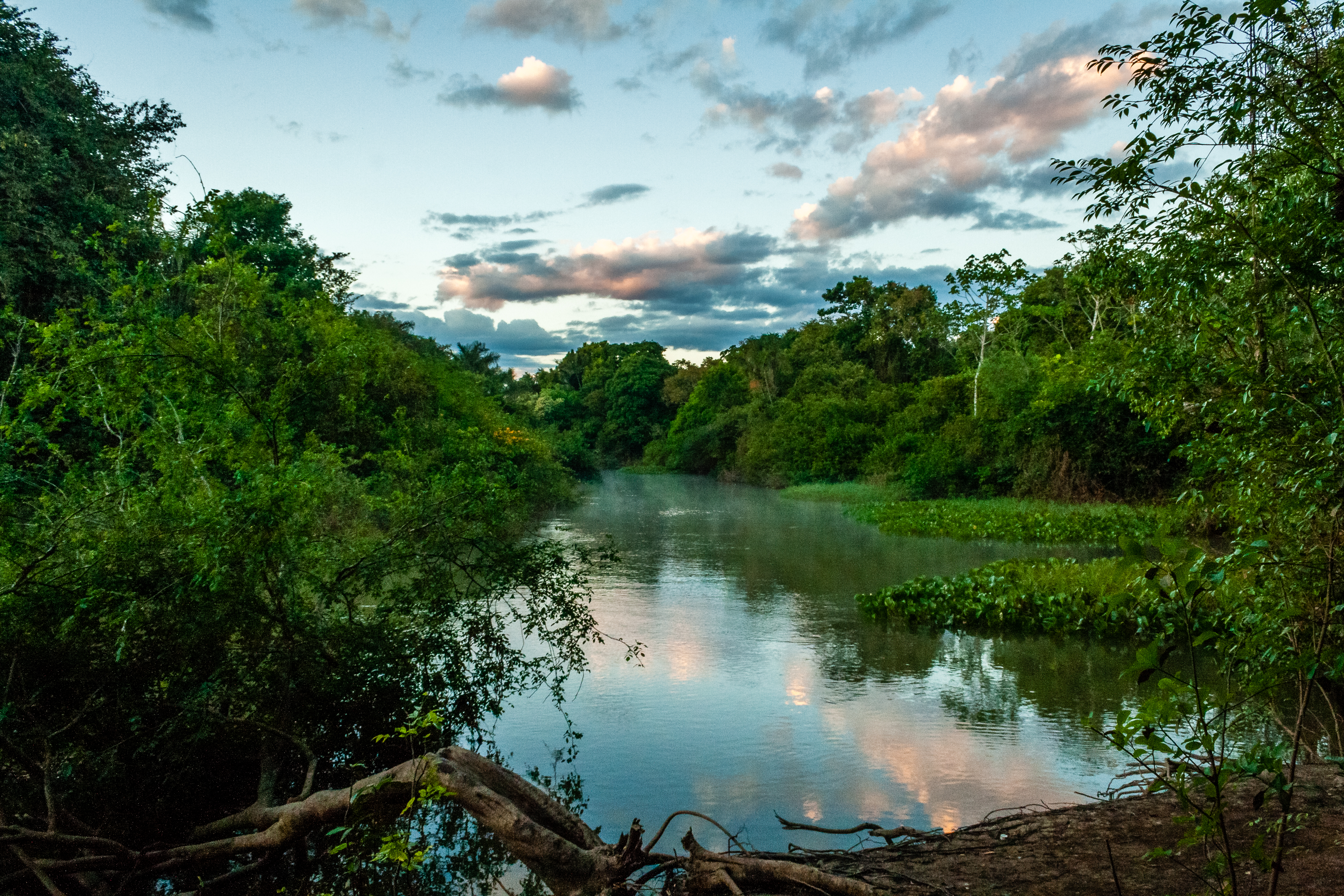